# Constance a Castiliei
Constance a Castiliei (1141 – 4 octombrie 1160) a fost a doua soție a regelui Ludovic al VII-lea al Franței după divorțul acestuia de Eleanor de Aquitania. Constance a fost fiica lui Alfonso al VII-lea de León și Castilia, rege al Galiției, Leonului și Castiliei și a soției acestuia, Berenguela de Barcelona.